# Castviller
Castviller est une ancienne commune française du département de la Moselle, elle est rattachée à celle de Hilsprich depuis 1811.

## Histoire
- Village du comté de Puttelange et annexe de la paroisse de Hilsprich[1] ;
- Dépendait du bailliage de Sarreguemines de 1751 à 1790, sous la coutume de Lorraine[1] ;
- Faisait partie en 1790 du canton de Hellimer et passa en 1802 dans celui de Sarralbe[1] ;
- En 1802 Castviller formait  une commune avec Morsbronn, celle-ci a été réunie à la commune de Hilsprich par décret du 9 décembre 1811[1].

## Démographie
| 1793 | 1800 | 1806 |
| ---- | ---- | ---- |
| 190  | 241  | 227  |